# Boston Open
Die Boston Open sind ein hochrangiges, seit 1997 jährlich ausgetragenes offenes Badmintonturnier. Es findet in Cambridge statt und ist eines der bedeutendsten Badmintonturniere der USA. Die gesamte US-amerikanische Spitze war in den letzten Jahren bei diesem Turnier am Start. Mit Howard Bach und Wu Chibing finden sich in den Startlisten ein Weltmeister und ein Bronzemedaillengewinner von Weltmeisterschaften.

## Die Sieger
| Saison    | Herreneinzel            | Dameneinzel        | Herrendoppel                                | Damendoppel                         | Mixed                                 |
| --------- | ----------------------- | ------------------ | ------------------------------------------- | ----------------------------------- | ------------------------------------- |
| 1997      | Wu Chibing              | Vivian Tam         | Tomasz Malcharek Wu Chibing                 | Charlotte Ackerman Liz Wilson       | Wu Chibing Alison Brown               |
| 1998      | Wu Chibing              | Tracey Thompson    | Andy Chong Kington Hooi                     | Daphne Chang Ulrika von Pfaler      | Andy Chong Emily Noyes                |
| 1999      | Wu Chibing              | Melinda Keszthelyi | Evgeny Dremin Alexey Vasiliev               | Mai-Quyen Bui Melinda Keszthelyi    | Andy Chong Melinda Keszthelyi         |
| 2000      | Stuart Arthur           | Elie Wu            | Evgeny Dremin Alexey Vasiliev               | Chantale Bergeron Nancy Desaulniers | Alexey Vasiliev Anna Efremova         |
| 2001      | Mike Beres              | Kara Solmundson    | Trisna Gunadi Ben Wu                        | Janis Tan Elie Wu                   | Mike Beres Kara Solmundson            |
| 2002      | Wu Chibing              | Elie Wu            | Tony Gunawan Khankham Malaythong            | Janis Tan Elie Wu                   | Andy Chong Szilvia Szombati           |
| 2003      | Jimmy Pohan             | Lee Joo Hyun       | Andy Chong Wu Chibing                       | Cindy Shi Eti Tantra                | Tony Gunawan Eti Tantra               |
| 2004      | Jackaphan Thanateeratam | Lili Zhou          | Khankham Malaythong Raju Rai                | Valérie Loker Valérie St. Jacques   | Jackaphan Thanateeratam Lili Zhou     |
| 2005      | Piotr Mazur             | Lili Zhou          | Pascal Gagnon Tom Lucas-Piché               | Valérie St. Jacques Lili Zhou       | Andy Chong Szilvia Szombati           |
| 2006      | Raju Rai                | Lili Zhou          | Howard Bach Khankham Malaythong             | Eva Lee Mesinee Mangkalakiri        | Halim Haryanto Angeline de Pauw       |
| 2007      | Mike Beres              | Lee Joo Hyun       | Halim Haryanto Khankham Malaythong          | Angeline de Pauw Mona Santoso       | Chandra Kowi Mona Santoso             |
| 2008      | Leonard Holvy de Pauw   | Lee Joo Hyun       | Howard Bach Khankham Malaythong             | Lee Joo Hyun Mona Santoso           | Chandra Kowi Mona Santoso             |
| 2009      | Hock Lai Lee            | Mona Santoso       | Sameera Gunatileka Vincent Nguy             | Lee Joo Hyun Mona Santoso           | Chandra Kowi Mona Santoso             |
| 2010      | Nguyễn Quang Minh       | Bo Rong            | Leonard Holvy de Pauw Nguyễn Quang Minh     | Lee Joo Hyun Grace Peng Yun         | Leonard Holvy de Pauw Grace Peng Yun  |
| 2011      | Ilian Perez             | Cheng Wen          | Leonard Holvy de Pauw Nguyễn Quang Minh     | Cheng Wen Shi Xiaoqian              | Nguyễn Quang Minh Yee Theng Lim       |
| 2012      | Ilian Perez             | Zhang Beiwen       | Leonard Holvy de Pauw Nguyễn Quang Minh     | Nicole Grether Charmaine Reid       | Halim Haryanto Bo Rong                |
| 2013      | Sattawat Pongnairat     | Zhang Beiwen       | Christian Christianto Leonard Holvy de Pauw | Nicole Grether Charmaine Reid       | Leonard Holvy de Pauw Eva Lee         |
| 2014      | Hock Lai Lee            | Zhang Beiwen       | Howard Bach Hock Lai Lee                    | Jing Yu Hong Zhang Beiwen           | Howard Bach Eva Lee                   |
| 2015      | Charles Gu              | Zhang Beiwen       | Howard Bach Hock Lai Lee                    | Jing Yu Hong Zhang Beiwen           | Howard Bach Zhang Beiwen              |
| 2016      | Chan Kwong Beng         | Zhang Beiwen       | Charles Gu Halim Haryanto                   | Jing Yu Hong Zhang Beiwen           | Yoo Yong-sung Daphne Ng               |
| 2017      | Chan Kwong Beng         | Zhang Beiwen       | Howard Bach Leonard Holvy de Pauw           | Jing Yu Hong Zhang Beiwen           | Yoo Yong-sung Jenna Gozali            |
| 2018      | Ye Binghong             | Zhang Beiwen       | Ow Yao Han Yew Hong Kheng                   | Jing Yu Hong Zhang Beiwen           | Sutichon Pol-Gul Natcha Saengchote    |
| 2019      | Febriyan Irvannaldy     | Megumi Taruno      | Arya Aldiartama Rangga Rianto               | Megumi Taruno Natcha Saengchote     | Sittichai Viboonsin Natcha Saengchote |
| 2020 2024 | nicht ausgetragen       | nicht ausgetragen  | nicht ausgetragen                           | nicht ausgetragen                   | nicht ausgetragen                     |